# Пух

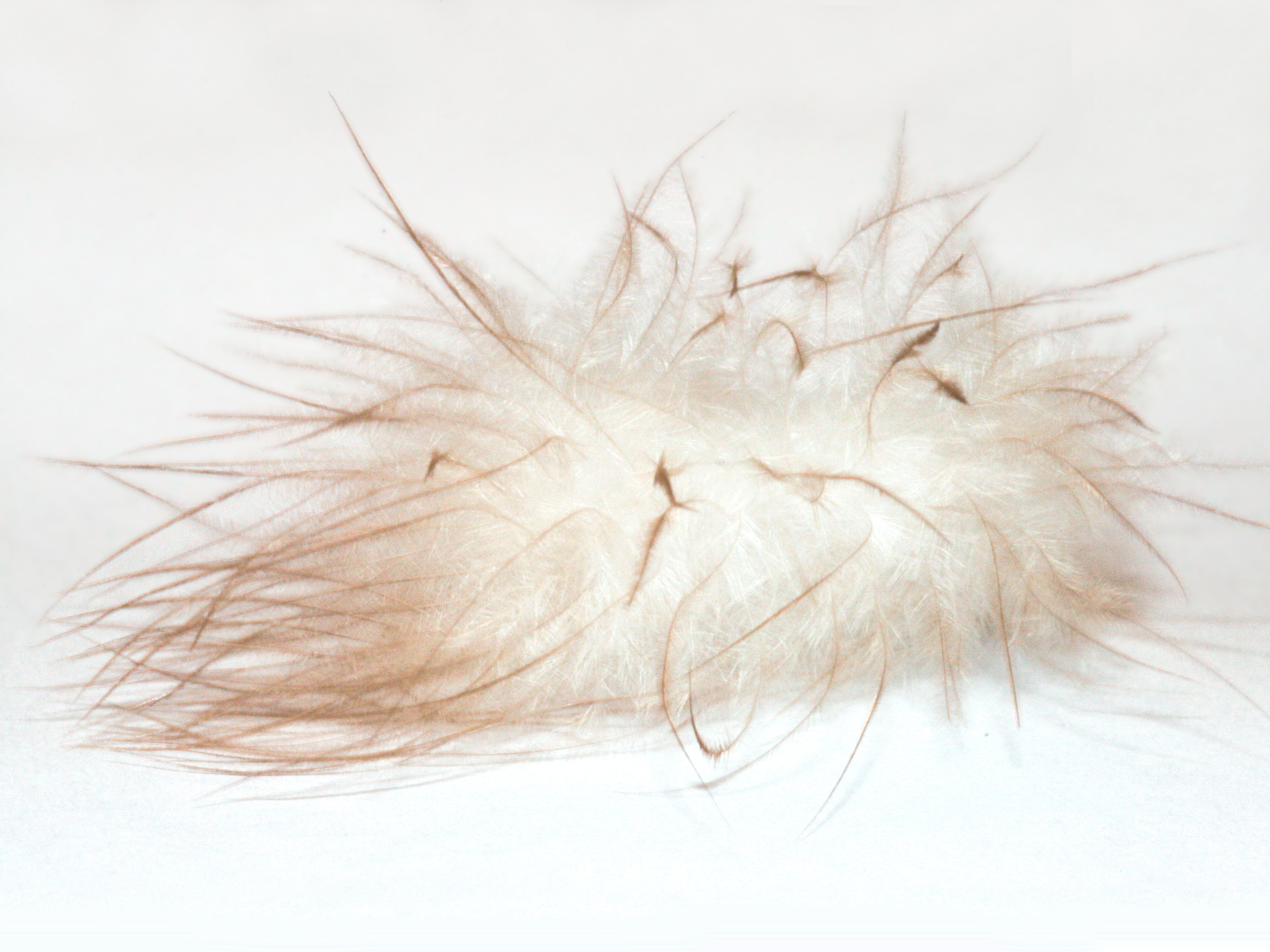

Пух — перо с мягким стержнем и слабым развитием опахала. Обычное пуховое перо представляет собой коротенький стержень с пучком бородок на вершине и имеет форму кисточки. Длина очина небольшая — меньше 1 мм. Длина опахальной части со стержнем может достигать 10—20 мм. Бородки отходят от стержня симметрично, но их количество на одном миллиметре длины стержня больше, чем на пере, и они значительно длиннее. Бородки пушинок имеют лучи, длина которых около 1 мм; толщина бородок пуха составляет около 5—7 мкм, они прочные, гибкие, упругие.
Всё оперение птиц делят на три типа: маховые, контурные и пух.
У взрослых птиц пух скрыт под контурными перьями. Птенцы, у которых перьевое покрытие ещё не развито, покрыты только пухом. Пух удерживает контурные перья на некотором расстоянии от тела, за счёт чего между ними образуется теплоизолирующий слой неподвижного или малоподвижного воздуха.
Этот слой малоподвижного воздуха играет несколько ролей для птицы: она свободно держится на воде, её оперение не намокает, не даёт птице мёрзнуть в холодное время года.
Иногда в перовом покрове птиц встречаются перья промежуточного типа между контурными и пухом. Они имеют относительно длинный и упругий стержень, но бородки не сцеплены в пластинку опахала. Такие образования называют пуховым пером.
Пух присутствует только в оперении водоплавающих птиц — уток, гусей и т. п.
Пух обладает низкой теплопроводностью, низкой гигроскопичностью, лёгок, не свойлачивается.

## Применение пуха
Гусиный и утиный пух используют при производстве:
- одежды: пуховые куртки, жилеты, шапки, кофты, пуховые конверты для новорожденных и т. п.;
- постельных принадлежностей: пуховые одеяла, пуховые подушки, перины, наматрасники;
- товаров для отдыха: спальные мешки